# Gépjármű-biztosítás
Azokat a biztosítástípusokat nevezzük gépjármű-biztosításnak, amelyek a gépjárműben keletkezett, illetve annak használatához kapcsolódó károkra nyújtanak biztosítási fedezetet.

## A gépjármű-biztosítások fajtái
- Gépjármű-biztosítás (casco)
- A gépjármű utasainak balesetbiztosítása
- A gépjárműben szállított vagyontárgyak biztosítása
- Gépjármű-felelősségbiztosítás (gfb)

A casco-biztosítás eredetileg olyan vagyonbiztosítás, amely a magában a gépjárműben keletkezett károkat fedezi. A mai magyar biztosítási gyakorlatban legtöbbször olyan termékkört jelöl, amely kiterjed a bennülők balesetbiztosítására és a szállított vagyontárgyak biztosítására, sőt, kiegészülhet egyéb további biztosítási elemekkel is.
A gfb olyan károkra kínál fedezetet, amelyet a gépjármű üzemben tartója vagy vezetője okoz más, harmadik szereplőnek, és amelyekre a hatályos jogszabályok alapján kártérítési kötelezettsége áll fenn (személyi sérüléses, illetve anyagi károk)
Számos országban létezik összevont, általános gépjármű-biztosítás, amelyek a casco- és felelősségbiztosítási elemeket egyaránt tartalmazzák. Magyarországon azonban ezek a biztosítási konstrukciók élesen és egyértelműen elkülönülnek.

## Gépjármű-felelősségbiztosítás
A gfb a többi felelősségbiztosításhoz hasonlóan hárompólusú jogviszony, melynek alanyai a biztosító, a biztosított és a károsult. A gfb keretében a biztosítási szerződés alapján a biztosított követelheti a biztosítótól, hogy az általa okozott károk károsult felé történő megtérítését (a szerződésben megállapított mértékig) átvállalja.
A vétlen károsult anyagi kártérítését a különböző államok eltérően szabályozhatják. Az úgynevezett pénzügyi felelősség elve alapján gépjárművezetői engedélyt abban az esetben bocsátanak ki a gépjárművezető számára, ha az igazolni tudja, hogy baleset esetén jelentős összegű kártérítést képes biztosítani. A legtöbb országban azonban ma már bevezették a kötelező gépjármű-felelősségbiztosítás (kgfb) rendszerét. Ennek nyomán a forgalomba eleve csak a biztosítással rendelkező járművek kerülhetnek be. Magyarországon szintén ez a szabályozás érvényesül.
A kgfb kötelező jellege abban is megmutatkozik, hogy a biztosítóknak is kötelezően be kell fogadniuk minden, a díjtarifáiknak megfelelő ügyfélajánlatot.

## A kgfb Magyarországon
A kgfb rendszerét Magyarországon a kötelező gépjármű-felelősségbiztosításról szóló 2009. évi LXII. törvény szabályozza.
A törvény értelmében szerződéskötésre kötelezett: a gépjármű forgalmi engedélybe bejegyzett üzembentartó.
A kötelező gépjármű-felelősségbiztosítás alapesetben határozatlan tartamú. A 2010. január 1-je után kötött szerződések esetében a biztosítási időszak a kockázatviselés kezdetét követő 1 év. A 2010. január 1-je előtt kötött szerződések esetében biztosítási időszakon a naptári évet kell érteni, azaz a biztosítási évforduló minden év december 31. napja.
2017. január 1-jétől a személyi sérüléses károknál káreseményenként hatmillió-hetvenezer eurónak megfelelő forintösszeg-határig, dologi károk esetén káreseményenként egymillió-kettőszázhúszezer eurónak megfelelő forintösszeg-határig térít a biztosító. A szolgáltatás egységes és minden biztosítóra kötelező.
2012. december 31-ig valamennyi biztosító egységesen a megelőző év november 1-jéig hirdethette meg a következő éves időszakra vonatkozó részletes díjtarifáit, amelyek egy évig változatlanok maradtak. 2013 januárja óta a biztosítók tetszőleges időpontban változtathatják meg tarifáikat, amelyeket azok életbe lépése előtt legalább 60 nappal kell meghirdetniük. A meghirdetés helye a pénzügyi felügyelet és a Magyar Biztosítók Szövetségének (MABISZ) honlapja.
A biztosítók számos ismérv alapján differenciálhatják díjaikat. A leggyakoribb ilyen ismérv a gépjármű teljesítménye, az üzemben tartó életkora, lakhelye, stb. Emellett a biztosítók díjai a kármentességhez kapcsolódó díjkedvezményeket (10 fokozatú bonus), illetve a károkozással összefüggő pótdíjakat (4 fokozatú malus) is tartalmaznak.
Amennyiben kgfb szerződéssel nem rendelkező üzembentartó, illetve – bizonyos korlátok között – ismeretlen üzembentartó járművével okoznak kárt, a károsultak kártalanítását a MABISZ által kezelt Kártalanítási Számla terhére végzik el. A kártalanítás teljes összegét ezt követően a MABISZ regresszálja a kárt okozó jármű üzemben tartóján.

## Casco
A casco-biztosítás eredetileg gépjárműtörés-biztosítás, amely a biztosított gépkocsiban bekövetkező károkra, illetve eltulajdonítás esetén a pótlás költségeire biztosít fedezetet.
A biztosítási védelem a biztosítás jellege alapján változó kiterjedésű lehet. Teljes körű casco esetén a biztosítási védelem egyaránt kiterjed az elemi károkra, töréskárokra, a lopáskárra, illetve az üvegtörésre is. Részleges védelmet nyújtó casco esetén a védelem csak egyes kárfajtákra terjed ki (lopás casco, törés casco, stb.) A casco biztosítás tárgyát az alábbi járművek valamelyike képezheti:      
1. szárazföldi járművek
2. tengeri, tavi, folyami (vagy csatornán használt) járművek
3. légi járművek
4. sínpályához kötött járművek

A casco biztosítás a gépjármű széria kivitelű tartozékaiban keletkezett károkra nyújt szolgáltatást. Az utólag beépített vagy a szériakivitel felett rendelt tartozékok csak abban az esetben biztosítottak, ha az ajánlatban felsorolásra kerültek, és az extra tartozékok pótdíját megfizették.
A casco szerződés meghatározza a biztosított által fizetendő önrész mértékét – Magyarországon a 10 és a 20 százalékos mérték a leggyakoribb, illetve (különösen részleges casco esetén) a kártérítésre vonatkozó felső limitről is rendelkezhet. A magasabb önrész, illetve az alacsonyabb kártérítési limit lényeges kedvezményt jelenthet a biztosítási díjakban.
A hazai gyakorlatban a casco biztosítások gépjármű-balesetbiztosítási és vagyonbiztosítási elemekkel, illetve egyéb kiegészítő szolgáltatásokkal (pl. asszisztencia) is kiegészülnek. A gépjármű-balesetbiztosítások az egészségügyi biztosítások sajátos alkalmazását jelentik: baleset esetén kiterjednek a gépjármű vezetőjére és utasaira egyaránt. Általában mind baleseti halál, mind rokkantság mind időleges jövedelem-kiesés esetén térítenek.  A térítés sorrendjében azonban elsődlegesen a károkozó autós felelősségbiztosítása (kgfb) lép térítésbe.